# MAS-49
MAS-49 là một loại súng trường bán tự động nổi tiếng của Pháp. Phiên bản MAS-49 ban đầu được sản xuất với số lượng còn tương đối hạn chế (20.600 khẩu), trong khi đó phiên bản hiện đại hóa MAS-49/56 được sản xuất hàng loạt với số lượng lớn (275.240 khẩu) và cấp cho tất cả các chi nhánh của quân đội Pháp. Trong những năm phục vụ quân đội Pháp, MAS-49 và MAS 49/56 có danh tiếng là chính xác, bền bỉ, đa năng, đáng tin cậy, uy lực mạnh, tầm bắn xa, dễ nạp đạn, dễ tháo lắp, dễ lau chùi để bảo quản. MAS-49 và MAS-49/56 bị thay thế bởi súng FAMAS trong năm 1979.

## Lịch sử
MAS-49 được ra đời sau một loạt các cải tiến thiết kế nhỏ, còn gọi là phát triển "xoắn ốc", nơi các yếu tố nhỏ được thay đổi với các mô hình kế tiếp, chứ không phải là thay đổi quan trọng lớn. Các nguyên tắc của súng trường bán tự động Pháp phát triển từ nguyên mẫu MAS-38/39 và MAS-40, và MAS-44, và các mô hình nhỏ 44A, 44B và 44C. Mặc dù 50.000 khẩu MAS-44 đã được đặt hàng trong tháng 1 năm 1945, chỉ có 6.200 được giao cho Hải quân Pháp. MAS-49 được chính thức thông qua bởi quân đội Pháp trong tháng 7 năm 1949. Nó thay thế các bộ sưu tập đa dạng của MAS-36, Lee Enfield ,  M1917 và Karabiner 98k, và phục vụ người Pháp sau khi kết thúc Chiến tranh Thế giới II. Nó phục vụ quân đội Pháp trong các giai đoạn sau của cuộc chiến tranh Đông Dương lần thứ nhất, cũng như trong chiến tranh Algérie và khủng hoảng kênh đào Suez.

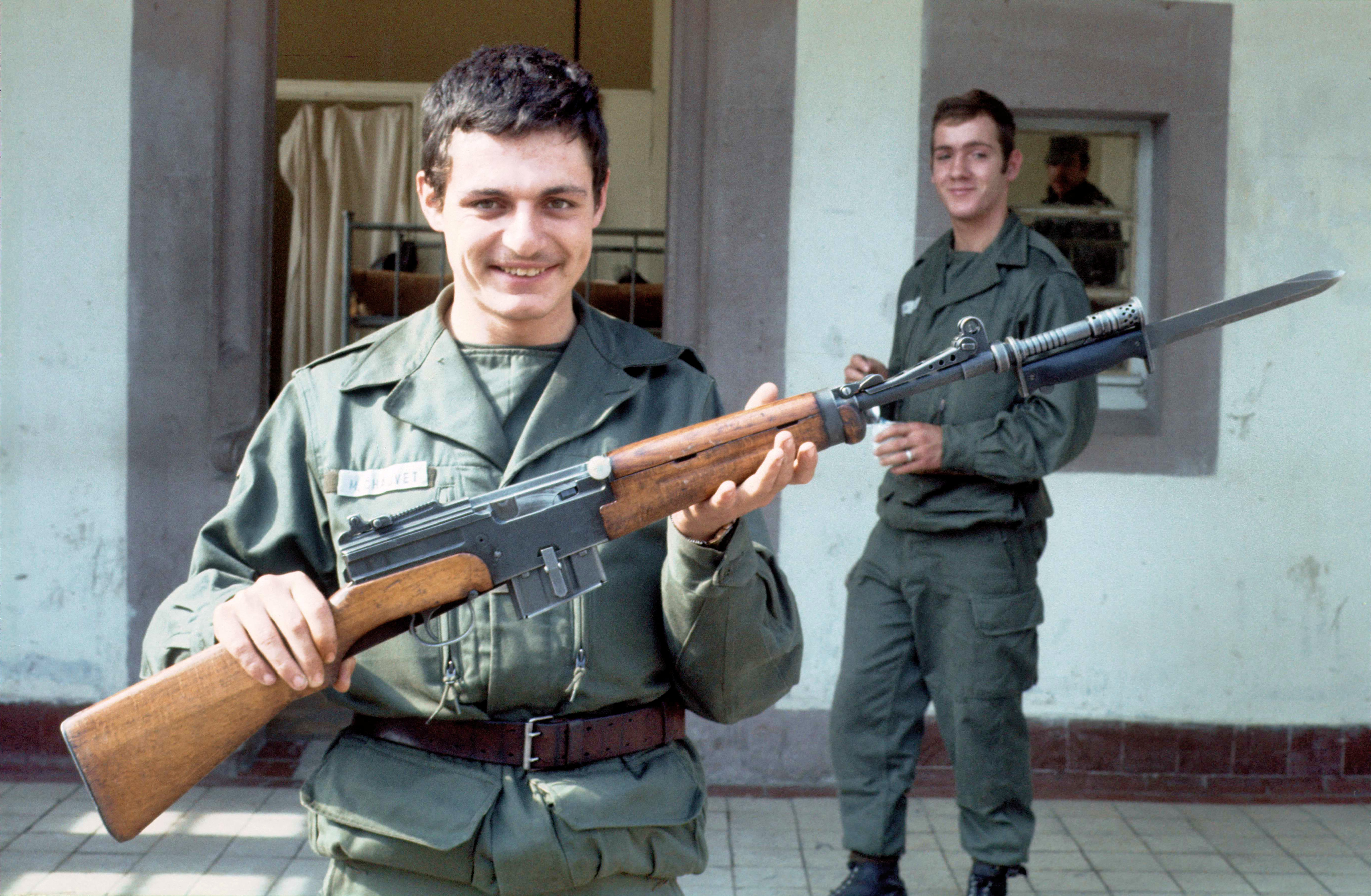
Một viên hạ sỹ quan Pháp đang cầm một khẩu MAS-49/56 vào năm 1976.

Một phiên bản cải tiến được gọi là MAS-49/56 đã được giới thiệu vào năm 1957 và kết hợp bài học kinh nghiệm từ chiến trường Algérie, Đông Dương, và cuộc khủng hoảng kênh đào Suez. Súng trường đã được rút ngắn hơn để cải thiện tính di động cho quân đội cơ giới, và một lưỡi lê đã được thêm vào.
Nỗ lực đã được thực hiện để thay thế MAS-49, dưới hình thức của MAS-54 và FA-MAS loại 62, nhưng không thành công. Việc sản xuất hàng loạt MAS-49/56 kết thúc vào năm 1978 và được thay thế bằng súng trường tấn công FAMAS dùng đạn cỡ 5,56 × 45mm. Những khẩu MAS-49/56 cuối cùng đã được rút khỏi phục vụ vào năm 1990.

## Các nước sử dụng
- Pháp
- Liên bang Đông Dương
- Israel
- Algérie
- Monaco
- Campuchia
- Lào
- Việt Nam Cộng Hòa
- Nga Tịch thu từ trong tay Phiến quân Syria. Những khẩu súng MAS-36 và MAS-49 do Pháp sản xuất từ trước và sau Thế chiến II cũng rơi vào tay phiến quân. Một số khẩu vẫn còn khá mới, dường như không được sử dụng nhiều bởi phiến quân không có nhiều đạn cho loại súng này.